# Млинівська центральна районна бібліотека
Млинівська центральна районна бібліотека (КЗ "Центрмальна бібліотека" Млинівської селищної ради) — інформаційний, культурно-освітній та духовний центр. Знаходиться у селищі Млинів Дубенського району Рівненської області. До бібліотечної системи Млинівщини входить: Млинівська центральна районна бібліотека, Млинівська районна бібліотека для дітей та 32 сільські бібліотеки-філіали.

## Історія

### 1940—1990 року
Літопис Млинівської районної бібліотеки бере свій початок 1940-х років. Бібліотеку було відкрито 20 травня 1944 року, перший керівник — Могільниченко Віра Семенівна. Приміщення бібліотеки знаходилось по вулиці Народній. Це був пристосований будинок із двох кімнат. 1948 рік — рік створення дитячого відділу районної бібліотеки.
У 1950-х роках структура районної бібліотеки була: відділ обслуговування, читальний зал, пересувний фонд. Книжковий фонд в цей період нараховував 23.600 екземплярів. 1957 року в бібліотеці було створено алфавітний каталог. З 1959 року у штат бібліотеки введено посаду методиста. При бібліотеці діяла бібліотечна рада на громадських засадах.
1961 року районну бібліотеку для дорослих та дитячу бібліотеку помістили в одному приміщенні за вулицею Ватутіна 11, яке раніше займав районний фінвідділ. У 1960-70-х роках книжкові фонди значно зросли. Доповненням до книжкових фондів було отримання 20-ти найменувань періодичних видань.
1963 року до Млинівського району було приєднано Демидівський та Острожецький райони. З того часу вводилось в практику роботи виїзди в сільські бібліотеки. Проводились міжрайонні семінари.
1967 року збудовано районний будинок культури, куди згодом перемістилась районна бібліотека для дорослих. Централізована бібліотечна система почала діяти 1 березня 1976-го року. До неї увійшло 76 бібліотек, з них 72 сільські, Млинівська ЦРБ, Млинівська районна дитяча бібліотека, Демидівська міська бібліотека для дорослих та Демидівська районна бібліотека для дітей.
При ЦРБ працював бібліобус, який обслуговував віддалені села, підприємства та організації. Центральна районна бібліотека співпрацювала із відомими бібліотеками, товариством «Знання», «Товариством любителів книги», районною газетою «Зоря», дитячою музичною та художньою школою.

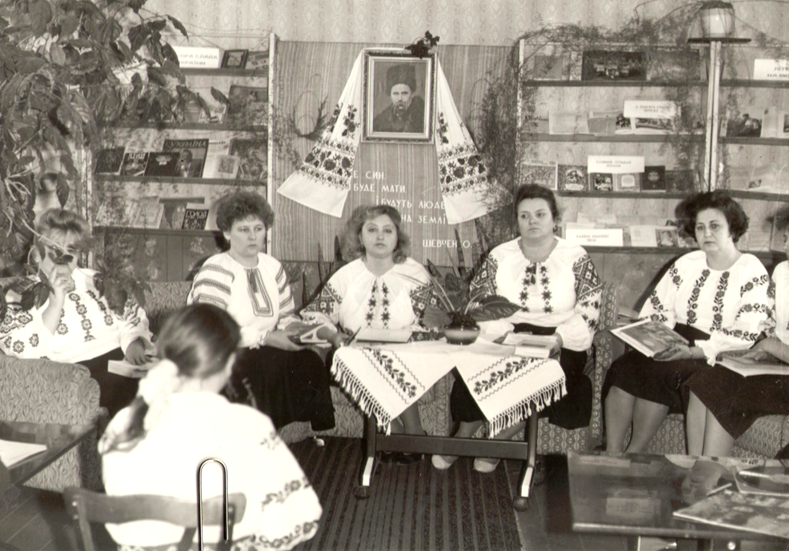
Літературний вечір до дня народження Т. Шевченка

Було створено довідково-інформаційні фонди, які сформували довідково-інформаційний центр а пізніше створюється Центр регіональної інформації.
Докорінно змінилась методична діяльність районної бібліотеки, до якої стали залучатись усі підрозділи ЦРБ. За кожним працівником підрозділів ЦРБ закріплені сільські бібліотеки та один із напрямків діяльності бібліотек. Координатором у районі стала міжвідомча рада з питань бібліотечної роботи при районному відділі культури.

### 1990-ті
Початок 90-х років характеризується змінами у відповідності до нових соціальних умов та потреб. Робота бібліотеки спрямовується на популяризацію книг з питань історії України, народознавства, книг на допомогу навчально-виховному процесу, творів української та світової літератури.
2002 року відбулась реорганізація в ЦБС — злиття бібліотек сільських і шкільних, внаслідок чого тепер уже Млинівська ЦСПШБ нараховує 34 бібліотеки, з них дві районних та 32 публічно-шкільних. Директором ЦСПШБ є Ірина Михайлівна Довгалюк.
Працівники бібліотеки співпрацюють з Млинівським краєзнавчим музеєм, налагоджено контакти з місцевим радіомовленням, з газетою «Гомін». Бібліотека підтримувала зв'язки з українцями, які проживають за кордоном. Неодноразово бібліотеку відвідувала чешка Ірена Шмідт, уродженка Млинова, Ераст Гуцуляк, що проживає в Канаді, у 2008 році подарував бібліотеці 40 книг.
До 2000 року при відділі обслуговування читачів ЦРБ діяла літературно-мистецька вітальня «Зустріч з прекрасним». У січні 2001 року відкрився клуб «Зустріч». Його мета — дати людям можливість поспілкуватись з однодумцями, земляками, створити умови для єднання. 2008 року відкрито галерею творчих щедрот «Оберіг» для презентації робіт талановитих людей, митців.

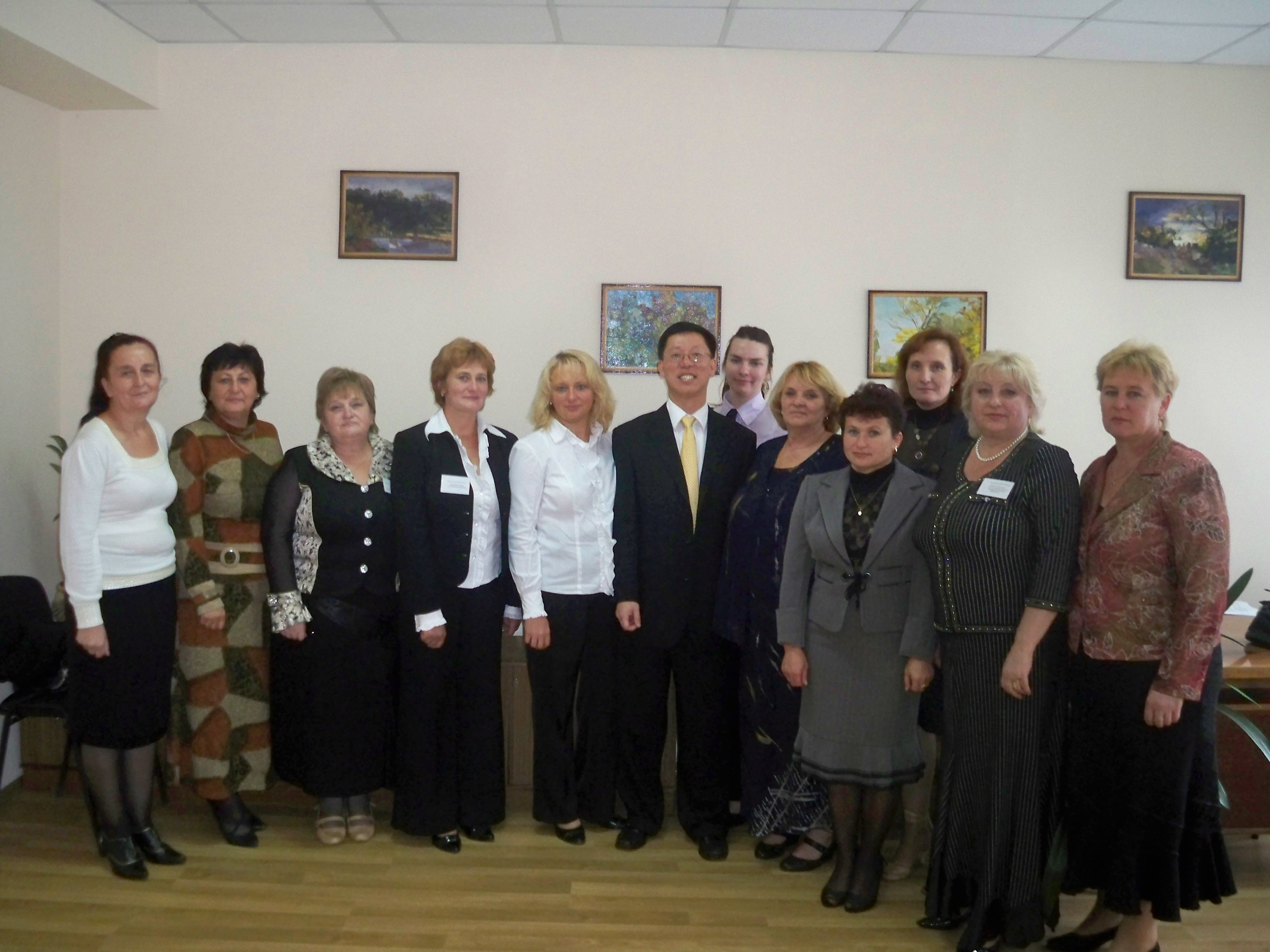
Відкриття Інтернет-залу, 2010 рік

У Млинівській ЦРБ проводиться формування електронних ресурсів, аналітична обробка документів, що включає роботу в програмі ІРБІС, створення, формування та поповнення БД, ЦРБ в регіональній міжвідомчій корпоративній бібліотечній системі. 2008 року запущено сайт Млинівської ЦРБ.
2010 року центр переміг у конкурсі проектів «Організація нових бібліотечних послуг з використанням доступу до Інтернету» в рамках програми «Бібліоміст». Бібліотечна система отримала комп'ютерну техніку на 70 тисяч грн. В Млинівській центральній районній бібліотеці відкрився інтернет-зал з безкоштовним доступом до мережі.
У рамках Проекту Української бібліотечної асоціації та Програми сприяння Парламенту Млинівська ЦРБ стала учасником Мережі пунктів доступу громадян до офіційної інформації. Запроваджено послуги електронного урядування.
2013 року Млинівська ЦРБ стала переможцем регіонального етапу Всеукраїнського конкурсу буктрейлерів «Оживають герої на екрані у рекламі» та обласного фестивалю-конкурсу інноваційного бібліотечного досвіду «Бібліофест» у номінації «Бібліотека в соціальних мережах». 

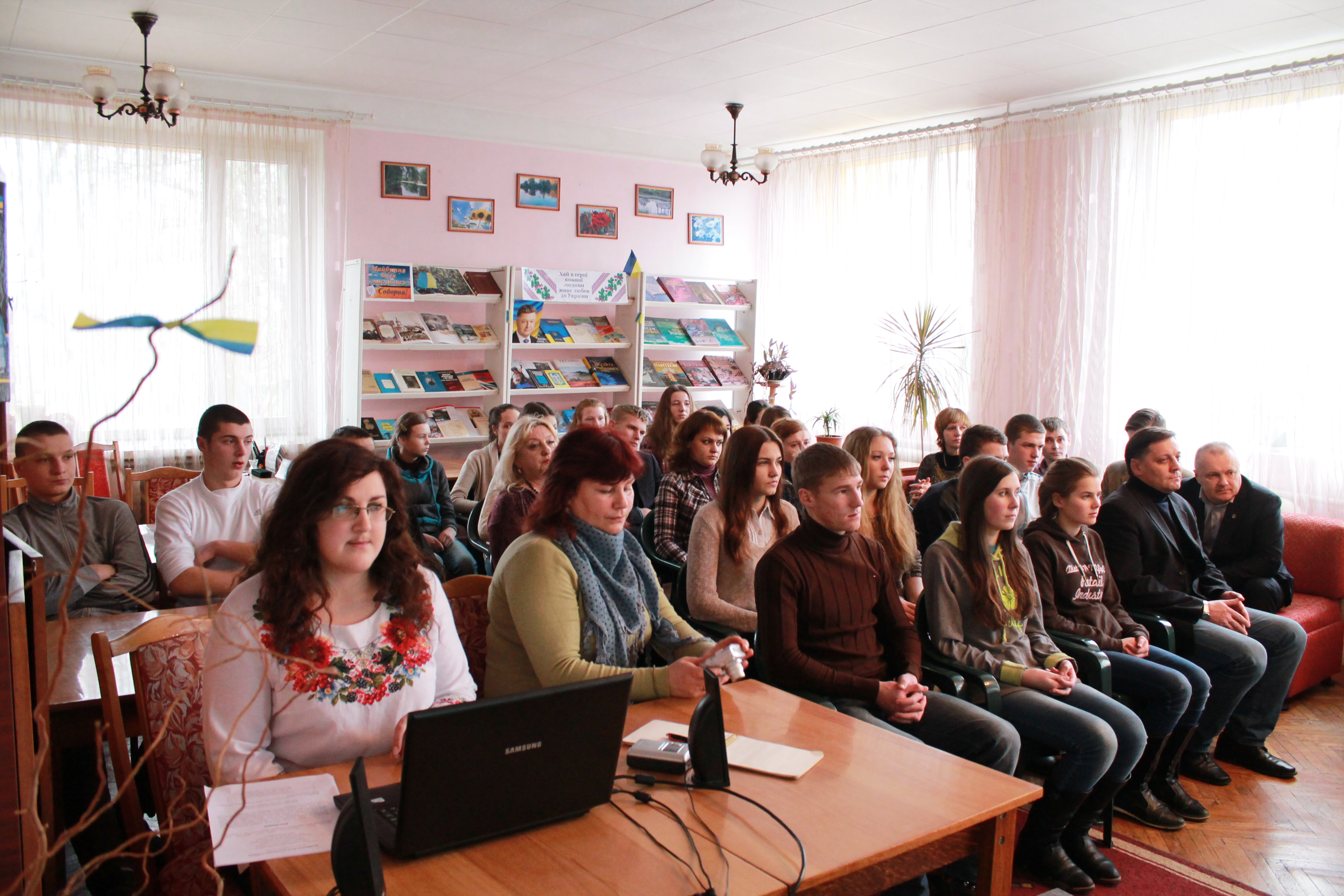
Історична година «Майбутня доля мислилась Соборна»

Працівники бібліотеки запроваджують нові форми роботи з читачами, проводять масові заходи для громади (презентації виставок народних умільців, виставок художників краю, свято селища, цікаві зустрічі, вшанування ветеранів на дому, інформаційні години, вечори-спогади, години народознавства, милосердя, дні краєзнавства, екологічні та краєзнавчі подорожі, літературно-мистецькі свята, родинні свята, зустрічі поколінь тощо), запроваджують нетрадиційні форми популяризації книги («Літературний диліжанс», «Книжковий фуршет», віртуальні відео-презентації, літературні аукціони, бібліотечні гостини, тощо). Значна увага в роботі бібліотеки приділяється морально-правовому, національно-патріотичному вихованню.

## Відділи
- організаційно-методичний
- інформаційно-бібліографічний
- комплектування та обробки літератури
- обслуговування користувачів

## Послуги бібліотеки

### Відділ абонемента та читальний зал

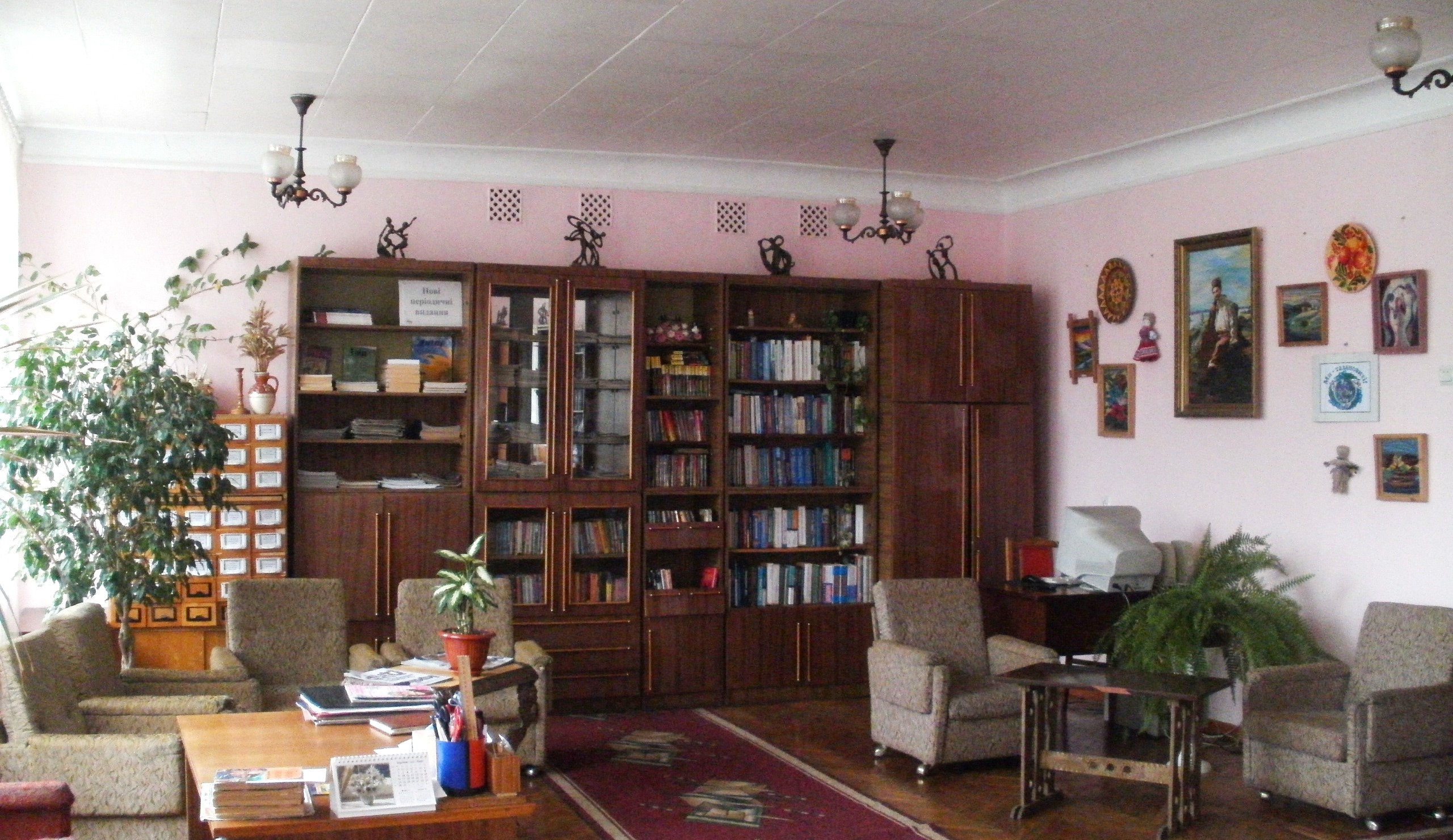
Відділ обслуговування користувачів ЦРБ

Абонемент та читальний зал є структурними підрозділами відділу обслуговування користувачів ЦРБ. Для розширення інформаційного простору книжковий фонд представлений читачам для вільного доступу.

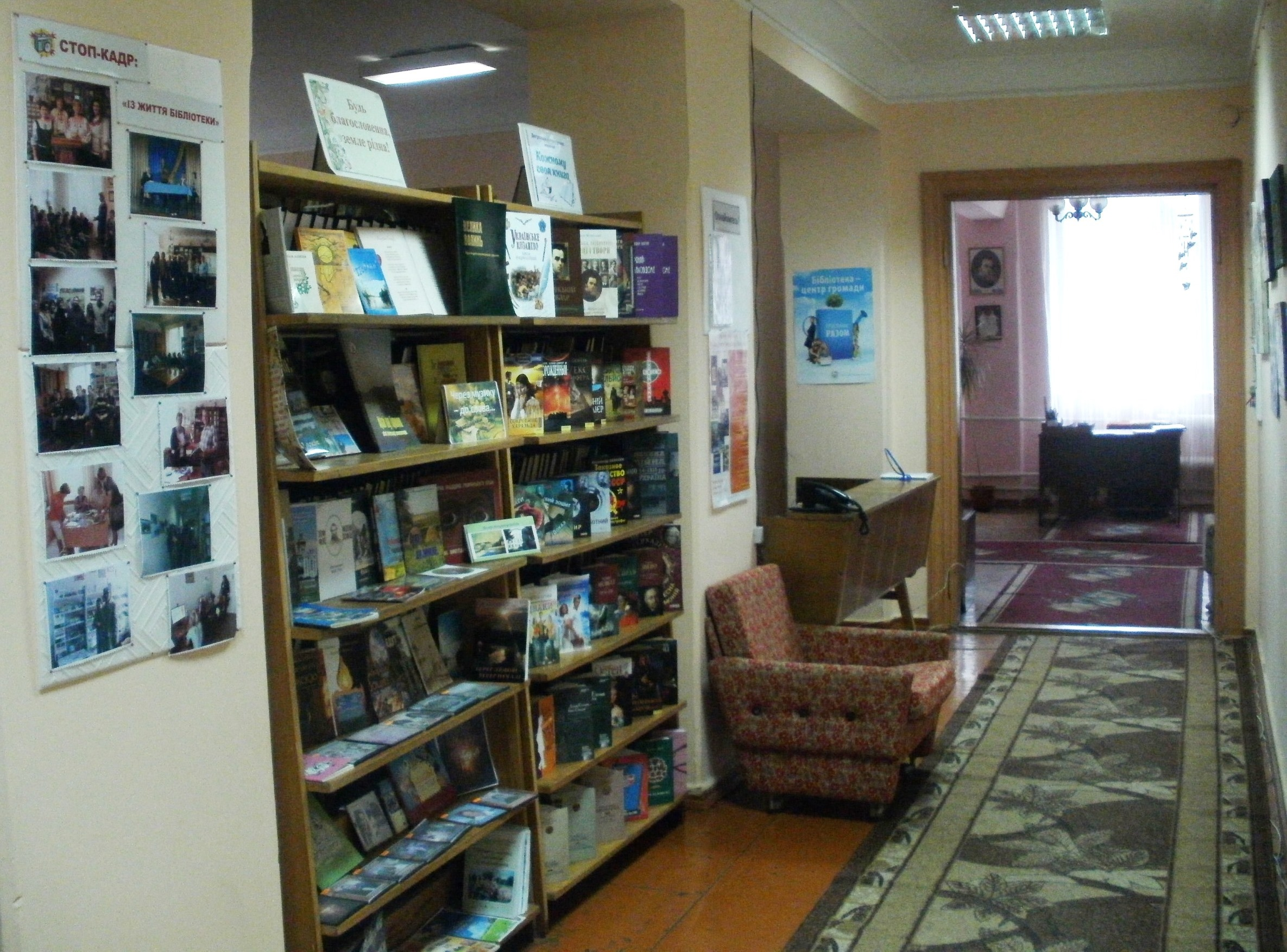
Абонемент

Абонемент має широкий вибір різногалузевої літератури. Книги видаються додому терміном на 30 днів. Обслуговуються читачі віком від 15 років. До послуг читачів великий вибір новинок сучасної художньої літератури, а також національна і зарубіжна класика, твори місцевих авторів, видання бібліотеки. Для відвідувачів постійно оновлюються книжкові виставки, тематичні полички.

### Послуги

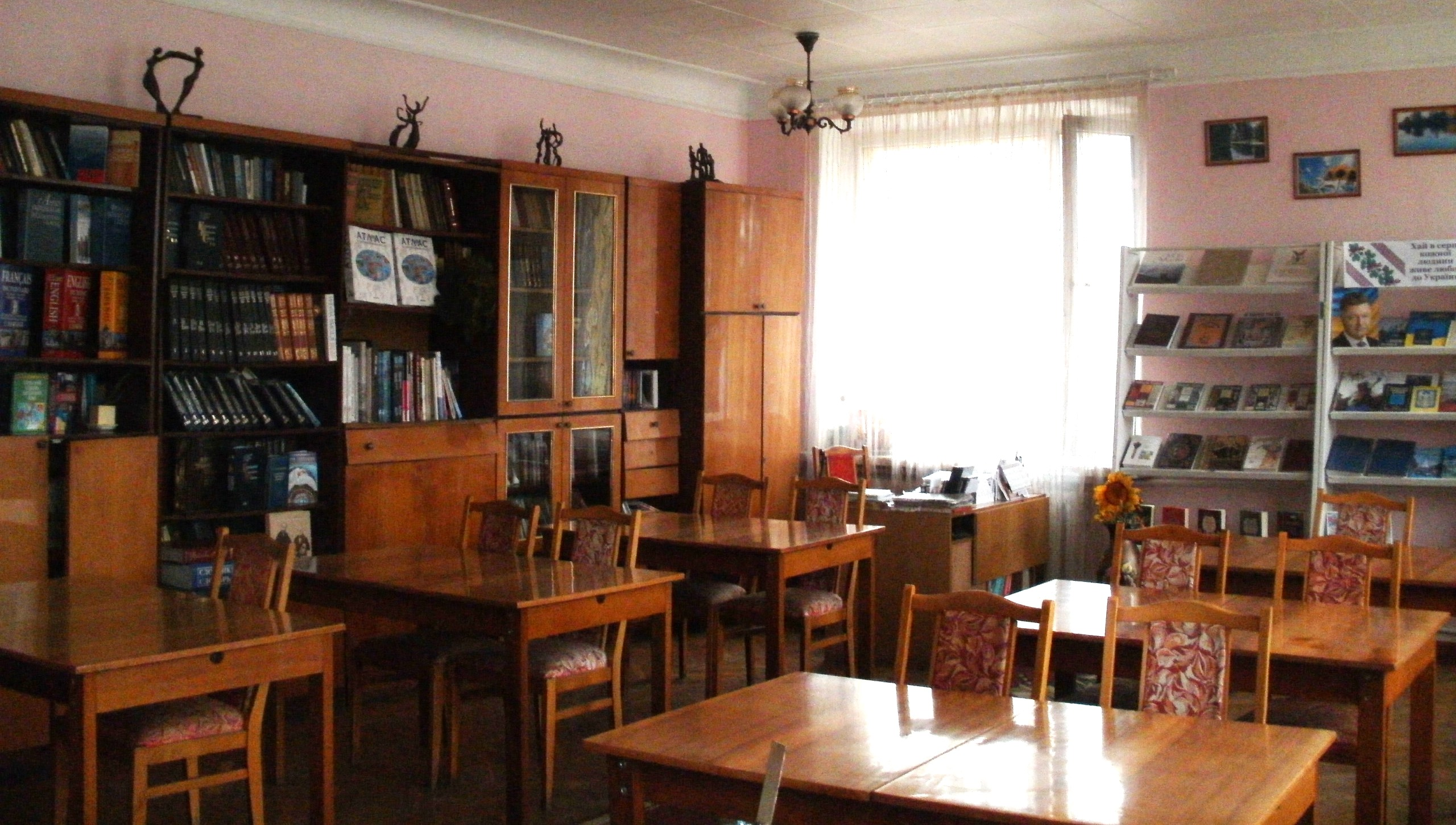
Читальний зал Млинівської ЦРБ

- Універсальний книжковий фонд (довідково-енциклопедичних видань, літератури з питань історії, філософії, права, політології, економіки, екології, техніки);
- Періодичні видання і краєзнавчі документи;
- Вільний доступ до Інтернету;
- Інформаційна підтримка навчального процесу (пошук інформації для рефератів, курсових, контрольних робіт);
- Надання додаткових сервісних послуг: копіювання, сканування, друк матеріалів;
- Wi-Fi.

### Пункт доступу громадян до офіційної інформації органів влади (ПДГ)

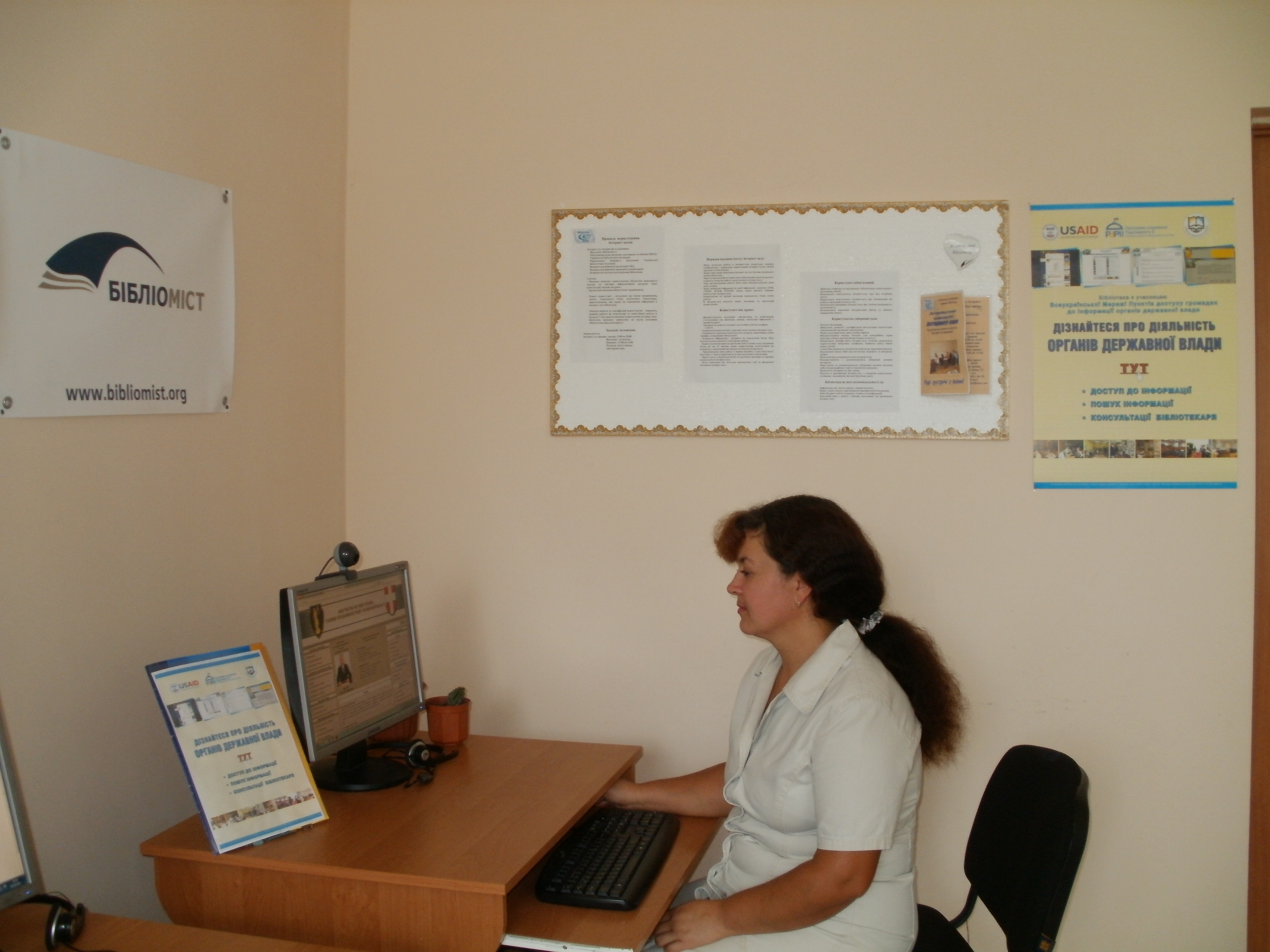
Пункт доступу громадян до офіційної інформації

Пункт доступу громадян (ПДГ) — це інформаційний центр, автоматизоване робоче місце з підключенням до мережі Інтернет.

### Послуги
- Здійснювати пошук правової інформації в мережі Інтернет самостійно;
- Отримати допомогу бібліотекаря-консультанта у пошуку правової інформації, у поданні запитів та звернень щодо надання публічної інформації;
- Здійснювати роботу з довідково-правовими системами на офіційних сайтах;
- Зберігати інформацію на електронні носії;
- Ознайомлюватись з літературою правової тематики;
- Долучатись до процесу законотворення та впливати на прийняття державних рішень.

### Галерея творчих щедрот «Оберіг»
Галерею творчих щедрот «Оберіг» відкрито 2008 року. Завдання галереї — відкриття талантів художників, фотохудожників, письменників, композиторів, майстрів декоративно-прикладного та ужиткового мистецтва та організація виставок.

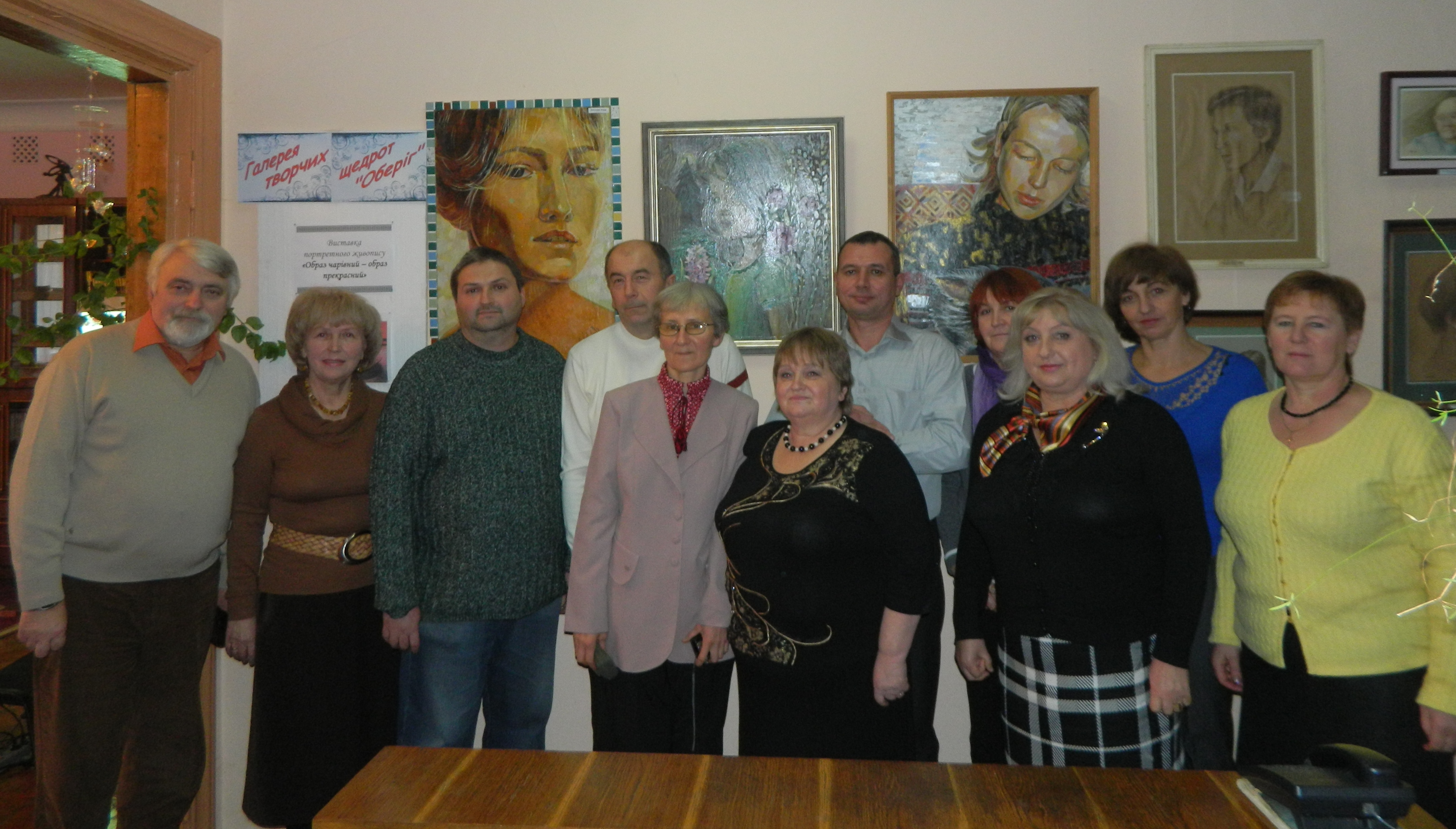
Галерея творчих щедрот «Оберіг»

Презентували свої творчі роботи: Денис Мялов, Віктор і Дана Хомутовські, родина Довгалюків, Ніна Августін, Сергій Слепко, Галина Ковальська, Алла Момотюк, Світлана Козачук, Андрій Аксютов, Олександр Шостак, Тетяна Мялова, Людмила Патіюк та ін.

## Галерея

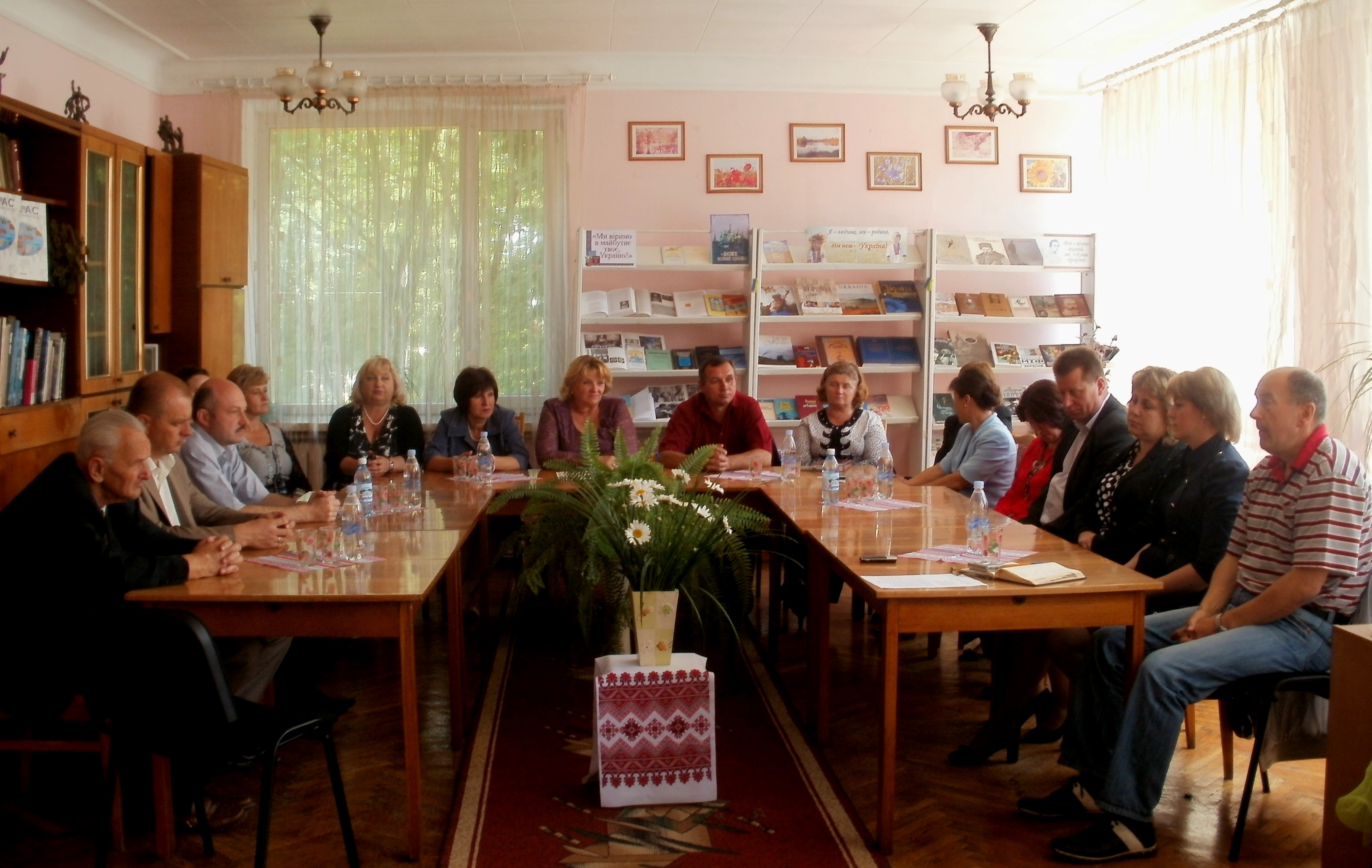
Круглий стіл "Живи та міцній, наша юна державо!"
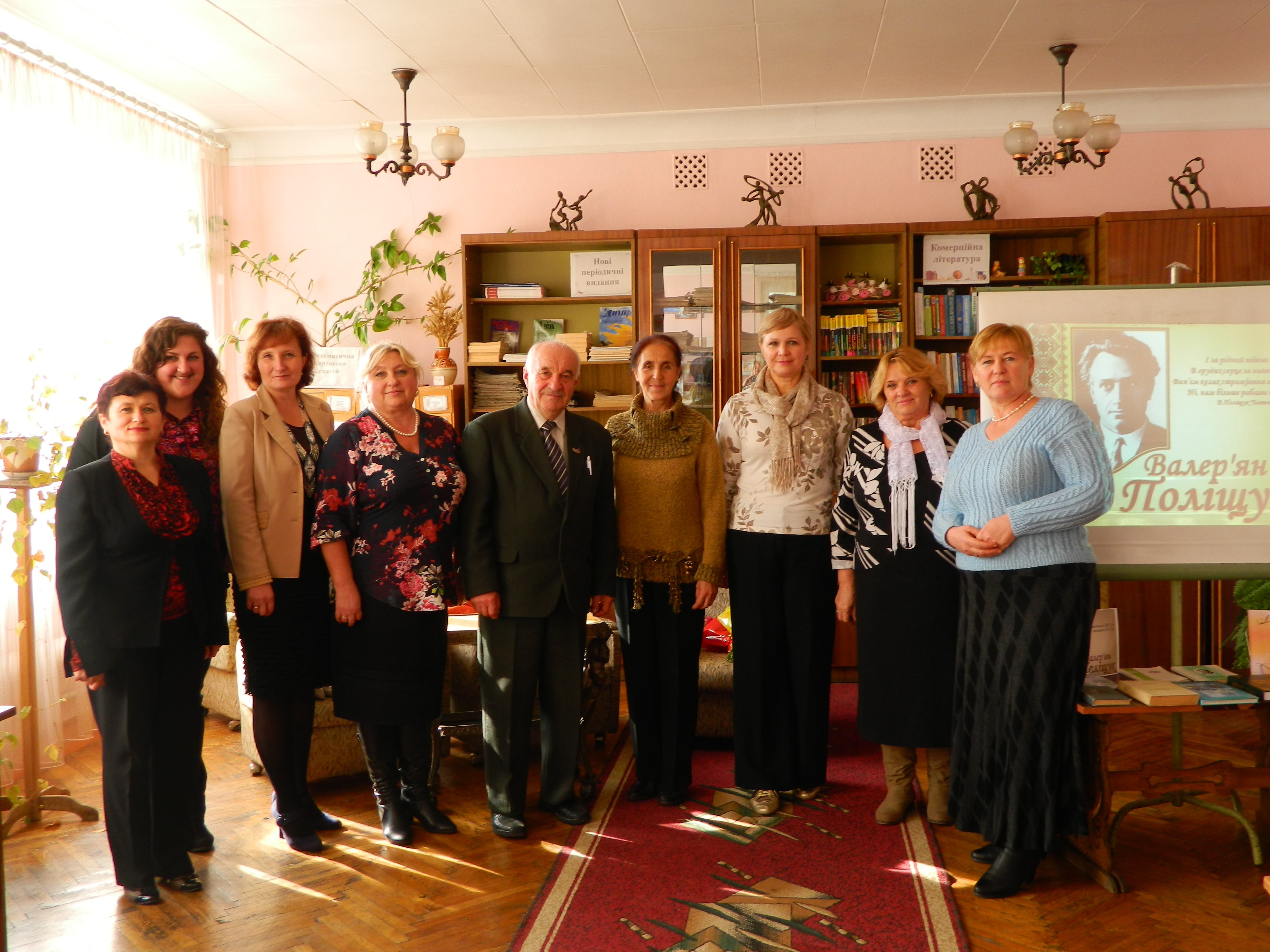
Письменницький маршрут: Євген Шморгун та Любов Пшеничка в гостях у бібліотеки
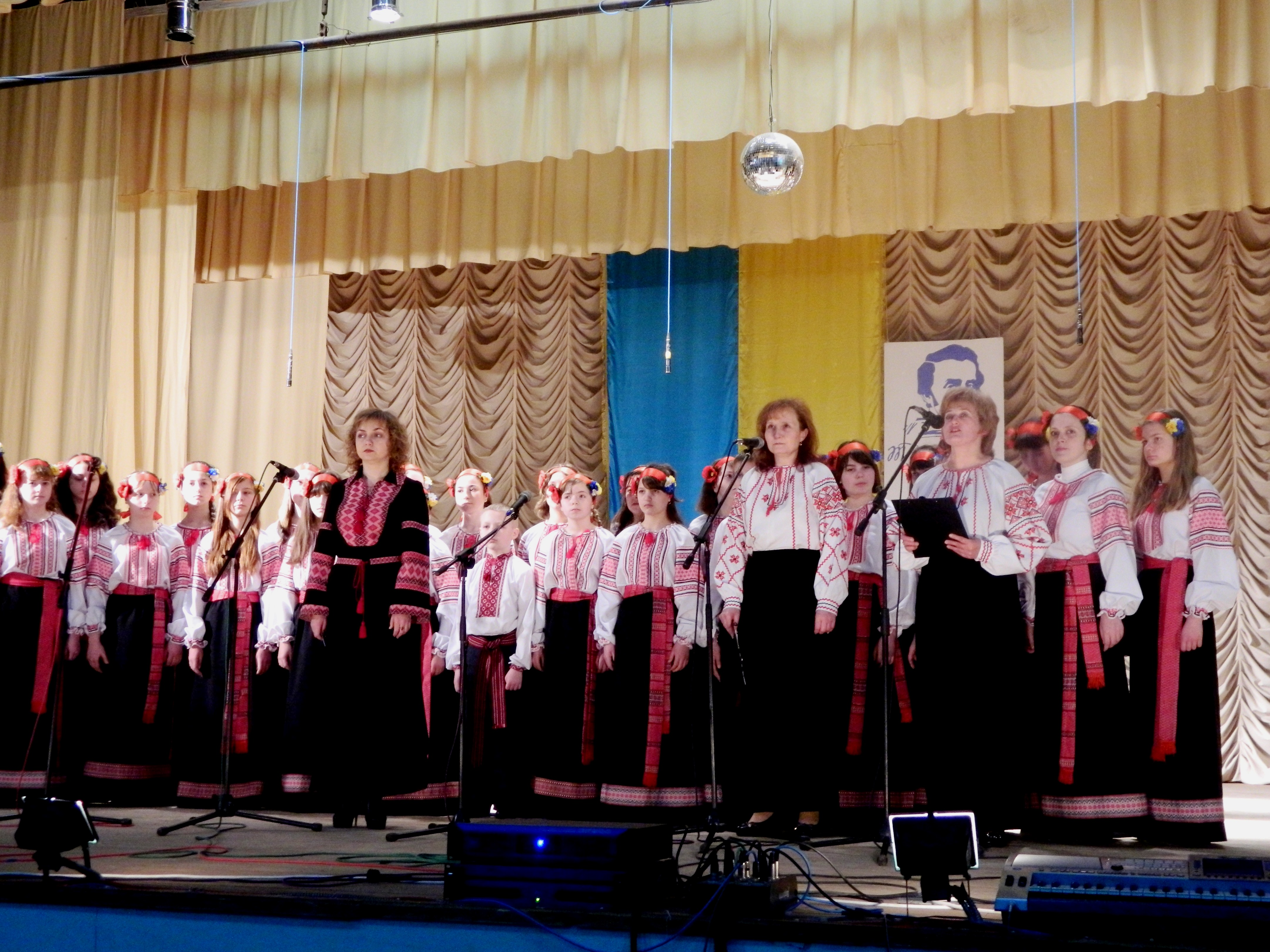
Вечір-пам’ять «Геній правди і духовності» до 200-ліття від дня народження Т. Шевченка
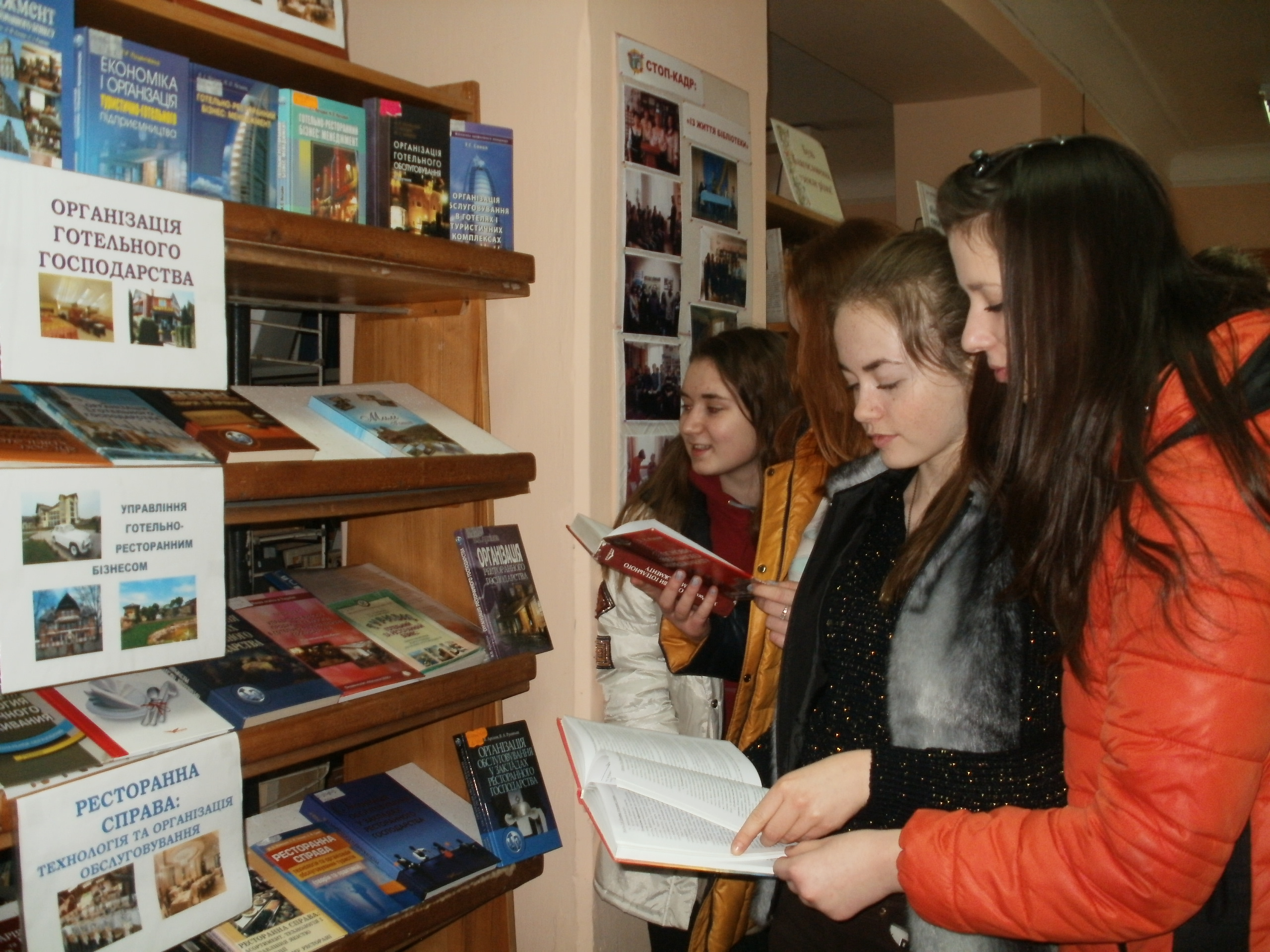
Знайомство з книжковою виставкою "Ресторанно-готельний бізнес: організація та технологія обслуговування"
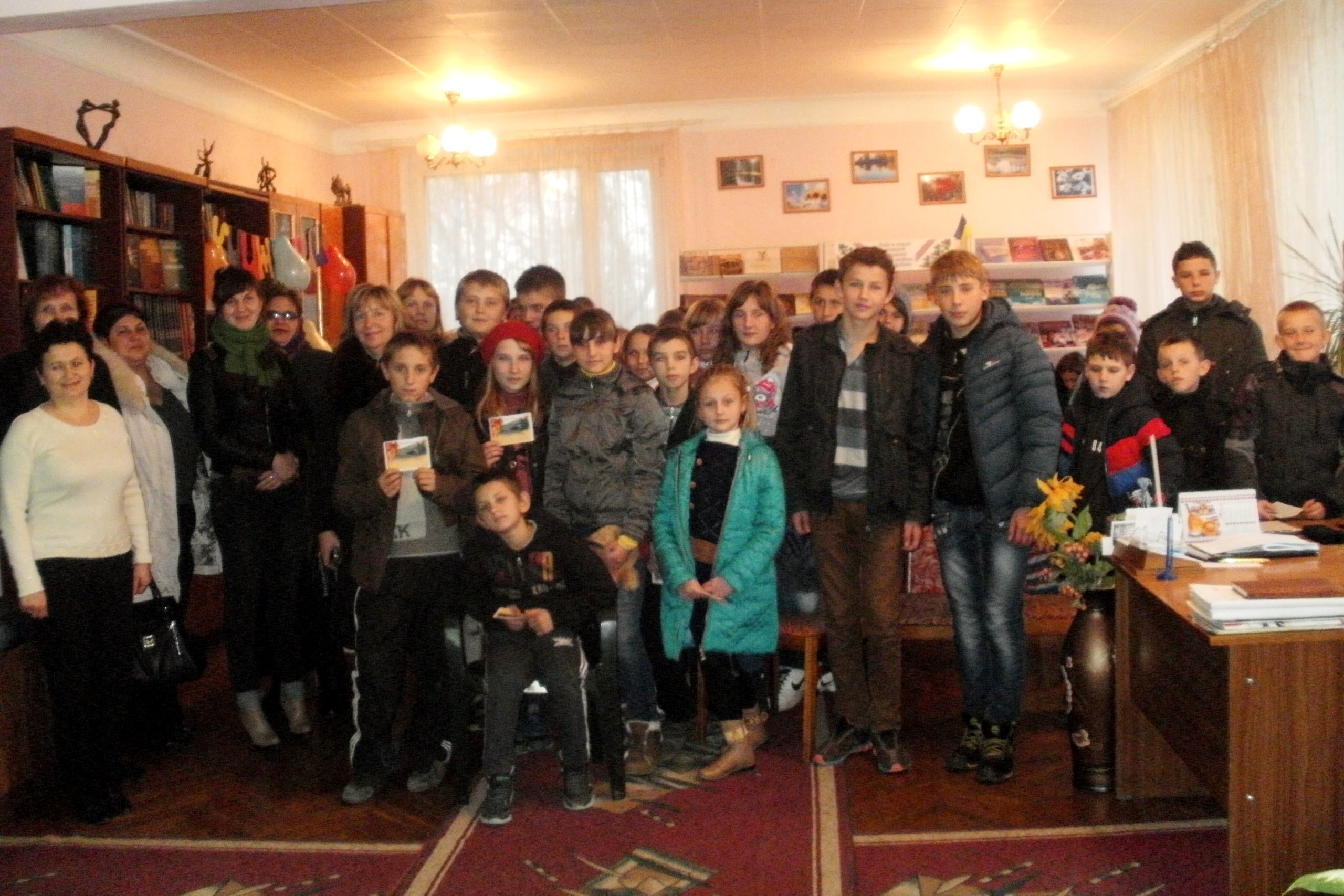
На екскурсію до бібліотеки завітали учні Владиславівської ЗОШ І-ІІІ ст.